# Nilea palesioidea
Nilea palesioidea är en tvåvingeart som först beskrevs av Robineau-desvoidy 1830.  Nilea palesioidea ingår i släktet Nilea och familjen parasitflugor. Inga underarter finns listade i Catalogue of Life.